# Absolutely Free
Absolutely Free is een album van The Mothers of Invention uit 1967. Net als hun debuutalbum Freak Out! uit 1966 is het album een mix van jazz, avant-garde en rock binnen multi-sectionele, suite-achtige composities met citaten uit zowel de klassieke als popmuziek. Het album wordt gezien als een belangrijke en invloedrijke voorloper van de progressieve rock en jazzrock. De band was na Freak Out! uitgebreid met houtblazer Bunk Gardner, toetsenist Don Preston, slaggitarist Jim Fielder en drummer Billy Mundi. Fielder verliet de groep vóór de release van het album en zijn naam werd uit de albumcredits verwijderd.

## Achtergrond en opname
Verve Records trok een beperkt budget uit voor de opnames van het album. De kosten voor het maken van voorganger Freak Out! bedroegen ongeveer $ 20.000, hetgeen veel meer was dan de gemiddelde kosten voor een album uit die tijd. Aangezien de verkoopcijfers tegenvielen werd slechts een budget van $ 11.000 uitgetrokken voor het vervolg en werd Absolutely Free opgenomen in slechts vier dagen, van 15 tot en met 18 november 1966. De opnames vonden plaats op een 4 sporenrecorder in de TTG-studio's in Los Angeles, in de week van 21 november werd het album geremixt in de MGM Studios in New York. In naam was Tom Wilson de producer van het album, maar de creatieve controle was in handen van Zappa. In tegenstelling tot Freak Out! met zijn uitgebreide orkestratie, liet het budget dit keer alleen orkestrale toevoegingen toe aan "Brown Shoes Don't Make It", waarin de band aangevuld met strijkers, een trompettist en een klarinettist live in de studio speelde. Omdat veel van de nummers complexe, uit meerdere delen bestaande stukken waren en een aantal bandleden geen noten kon lezen, moesten soms wel 30 takes in delen van 8 maten opgenomen worden, voordat een nummer aan Zappa's eisen voldeed. Voor de zang kreeg  producer Tom Wilson van de moedermaatschappij MGM Records slechts 1 studiodag en vijftien minuten per nummer om alle zang op het album op te nemen, met als motto 'zingen of wegwezen'.

## Composities
Zappa wilde het album opsplitsen in twee operasuites, waarvan alle nummers continu met elkaar verbonden zouden zijn. De eerste suite, getiteld "Absolutely Free", met de 'Duke of Prunes' in de hoofdrol is een parodie op een romantisch liefdesverhaal, waarbij fruit en groenten als metafoor voor mensen dienen; de tweede suite, "The M.O.I. American Pageant" (De Amerikaanse optocht van de Mothers), is een scherp sociaal commentaar op de Amerikaanse samenleving, inclusief aspecten van sociale status en mobiliteit, consumentisme, alcoholisme, hebzucht en politieke corruptie.

### Plastic People
"Plastic People" heeft de melodie en het ritme van "Louie Louie", een rock-'n-roll-standard van Richard Berry. In het intro wordt aangekondigd, dat de president van de Verenigde Staten ziek is en kippensoep nodig heeft, waarna de tekst kritiek levert op de "plastic" hippies die rondhingen in de omgeving van Hollywoods Sunset Strip. "Son of Suzy Creamcheese" later op het album gaat dieper in op het onderwerp, wat een voorbode is van de thema's van het volgende album van The Mothers.

### The Duke of Prunes
"The Duke of Prunes" is gebaseerd op een ouder nummer van Zappa "And Very True, dat een liefdeslied was. Op de melodie van dat nummer improviseerde Ray Collins een tekst over eten waarin de Duke of Prunes een vrouw in de supermarkt probeert te versieren met voedselreferenties  als eufemismen voor seks. Zappa had "And Very True" gecomponeerd voor de muziek van de western uit 1965 Run Home, Slow.

### Amnesia Vivace
De Duke probeert twee cheerleaders op te pikken op een parkeerplaats, maar ze slaan hem in zijn gezicht, waardoor hij zijn geheugen verliest. Dit wordt muzikaal weergegeven als een minuut durende free-jazz freak-out waarin Stravinskys balletmuziek uit De vuurvogel geciteerd wordt.

### The Duke Regains His Chops
De Duke krijgt plotseling zijn geheugen terug na een reprise van "Duke of Prunes" in een sneller tempo. Hij doed een laatste versierpoging met  een Supremes-achtig liedje dat doet denken aan "Baby Love".

### Call Any Vegetable
De tekst vervolgt in deze rocker met voedselverwijzingen, hoewel Zappa beweerde dat "groenten" verwees naar mensen die inactief zijn in de maatschappij, maar die "wakker" gemaakt zouden kunnen worden als ze voldoende bewogen worden – vandaar het idee om de groente te roepen en de persoon uit zijn apathie te bevrijden.

### Invocation and Ritual Dance of the Young Pumpkin
Deze zeven minuten durende instrumentale versie opent met een citaat uit Gustav Holsts orkestsuite The Planets en verandert vervolgens in een wilde, proto-jazz fusion groepsjam waarin Zappa voor het eerst op plaat zijn improvisaties op gitaar laat horen.

### Soft-Cell Conclusion
Een reprise van "Call Any Vegetable", iets langzamer en bluesier met mondharmonicabegeleiding, waarin Zappa zijn luisteraars instrueert hoe ze groenten moeten aanroepen. Het tempo neemt vervolgens toe tot een zeer snel tempo voordat het eindigt met een reeks seksueel getinte hijgpartijen.

### America Drinks
De tweede suite opent met deze parodie op een loungeballad, opzettelijk off-tempo gezongen alsof de zanger dronken is, om de lege onechtheid van de Amerikaanse cultuur te illustreren. Dit wordt voor een cartooneske circussfeer gevolgd door citaten uit Julius Fučíks "Intocht der gladiatoren" en de ouverture van Rimski-Korsakovs opera De bruid van de tsaar.

### Status Back Baby
Een van Zappa's doo-wop-parodieën, hoewel er indirecte citaten van Stravinsky en Claude Debussy in voorkomen. De tekst neemt sociale kliekjes op de middelbare school op de hak, terwijl een egocentrische sportfanaat ontdekt dat hij zijn status bij de pompommeisjes verliest.

### Uncle Bernie's Farm
Deze relatief eenvoudige, uptempo rocker bekritiseert de makers van gewelddadig kinderspeelgoed en vergelijkt hen met de even plastic ouders van het kind. Het nummer eindigt met verschillende overlappende stemmen die de luisteraar speelgoedbommen, raketten, darmen, boksbeugels en soortgelijke producten proberen te verkopen.

### Son of Suzy Creamcheese
Het personage Suzy Creamcheese, een groupie, werd voor het eerst geïntroduceerd in Freak Out! Hier komen we meer te weten over haar verlangen om "in" te zijn, terwijl ze acid gebruikt, de hele nacht uitblijft op Sunset Strip, de drugsvoorraad van haar vriend steelt en een protestmars in Berkeley bijwoont. Zappa gaf toe dat de rocker een van de moeilijkste nummers was voor The Mothers om te leren spelen vanwege de duizelingwekkende verandering in maatsoort, eerst vier maten van 4/4, dan één maat van 8/8, één maat van 9/8 verder met 8/8, 9/8, 8/8, 9/8, 8/8, 9/8, vervolgens 8/8, 4/8, 5/8, 6/8, en weer terug naar 4/4.die wisselt tussen 4/4, 8/8, 9/8, 4/8, 5/8, 6/8 en weer terug naar 4/4.

### Brown Shoes Don't Make It
Het langste nummer van het album, met meer dan zeven minuten, wordt door François Couture van AllMusic omschreven als een "gecondenseerde musical van twee uur". Het doorloopt 22 verschillende secties die psychedelica, kamermuziek, Sprechstimme, garagerock, klassiek, music hall, doo-wop, The Beach Boys, elektronica en meer omvatten. Het is het enige nummer op het album met een orkestbegeleiding, wat het stuk tot een climax maakt. Er is ook een zelfgemaakte synthesizer te horen, bespeeld door Don Preston, een van de eerste keren dat zo'n instrument op een rockplaat te horen is. Het hoofdonderwerp van het nummer is corruptie in de politiek, als een gemeentehuisambtenaar fantaseert tot in detail over het slapen met een dertienjarig meisje. De zin "I'd like to make her do a dirty on the White House lawn" (Ik zou haar graag iets gemeens laten doen op het gazon van het Witte Huis) hield de release van het album blijkbaar tegen, omdat een MGM-directeur protesteerde tegen de opname en de zin wilde veranderen in "I'd like to make her do a crossword puzzle on the back of TV Guide" (Ik zou haar graag een kruiswoordpuzzel laten maken op de achterkant van TV Guide).

### America Drinks and Goes Home
Een reprise van "America Drinks", die zich afspeelt in de "Pompadour-a-Go-Go", is een soortgelijke voor piano geschreven loungeballad die Zappa in 1964 schreef. De muziek klinkt dan luider, zoals bij drankgebruik, gokken en gokautomaten, totdat het nummer wegsterft en alleen het groteske gelach en geschreeuw van dronken feestgangers overblijft. Dit is bedoeld om het nonchalante gebrek aan respect van dit publiek voor de artiesten te illustreren. Een vergelijkbaar outtro pasten zowel de Beatles als de Rolling Stones later toe in respectievelijk "You Know My Name (Look Up the Number)" (B-kant van Let It Be) en "On with the Show" ( op Their Satanic Majesties Request).

## Albumhoes en libretto
Het album zou in januari 1967 uitkomen, maar Verve maakte bezwaar maakte tegen Zappa's idee om de songtekst op de achterkant te plaatsen, evenals tegen de zin "oorlog betekent werk voor iedereen" op een billboard in de hoescollage die ook door Zappa was gemaakt. Maanden verstreken voordat een compromis werd bereikt: de songtekst zou niet op het album worden afgedrukt, maar er mocht wel een advertentie in de uitklappagina worden geplaatst, zodat luisteraars voor één dollar een compleet librettoboekje met songteksten en plotuitleg konden aanschaffen.

## Track listing
Alle teksten en muziek zijn van Frank Zappa

### Vinyl-versie
| 1.                 | Plastic People                                                | 3:40 |
| 2.                 | The Duke of Prunes                                            | 2:12 |
| 3.                 | Amnesia Vivace                                                | 1:01 |
| 4.                 | The Duke Regains His Chops                                    | 1:45 |
| 5.                 | Call Any Vegetable                                            | 2:19 |
| 6.                 | Invocation & Ritual Dance of the Young Pumpkin (instrumental) | 6:57 |
| 7.                 | Soft-Sell Conclusion                                          | 1:40 |
| Totale duur: 20:28 |                                                               |      |

| 1.                 | America Drinks             | 1:52 |
| 2.                 | Status Back Baby           | 2:52 |
| 3.                 | Uncle Bernie's Farm        | 2:09 |
| 4.                 | Son of Suzy Creamcheese    | 1:33 |
| 5.                 | Brown Shoes Don't Make It  | 7:26 |
| 6.                 | America Drinks & Goes Home | 2:43 |
| Totale duur: 19:23 |                            |      |

| Nr. | Titel                                   | Duur |
| --- | --------------------------------------- | ---- |
| 1.  | Absolutely Free Radio Ad #1             | 1:01 |
| 2.  | Why Don'tcha Do Me Right?               | 2:39 |
| 3.  | Big Leg Emma                            | 2:32 |
| 4.  | Absolutely Free Radio Ad #2             | 1:01 |
| 5.  | Glutton for Punishment...               | 0:24 |
| 6.  | America Drinks (1969 Re-Mix)            | 1:55 |
| 7.  | Brown Shoes Don't Make It (1969 Re-Mix) | 7:27 |
| 8.  | America Drinks & Go Home (1969 Re-Mix)  | 2:42 |

### CD-versie
De cd-heruitgave voegt, tussen kant één en twee, twee nummers toe die op een zeldzame Verve-single uit die tijd stonden. De nummers van de single, "Why Dontcha Do Me Right?" (getiteld "Why Don't You Do Me Right" op de 45-toerensingle) en "Big Leg Emma", werden beide omschreven als "een poging om domme muziek te maken die domme tieners aanspreekt".

| Nr. | Titel                                          | Duur |
| --- | ---------------------------------------------- | ---- |
| 1.  | Plastic People                                 | 3:42 |
| 2.  | The Duke of Prunes                             | 2:13 |
| 3.  | Amnesia Vivace                                 | 1:01 |
| 4.  | The Duke Regains His Chops                     | 1:52 |
| 5.  | Call Any Vegetable                             | 2:15 |
| 6.  | Invocation & Ritual Dance of the Young Pumpkin | 7:00 |
| 7.  | Soft-Sell Conclusion                           | 1:40 |
| 8.  | Big Leg Emma                                   | 2:31 |
| 9.  | Why Don'tcha Do Me Right?                      | 2:37 |
| 10. | America Drinks                                 | 1:53 |
| 11. | Status Back Baby                               | 2:54 |
| 12. | Uncle Bernie's Farm                            | 2:10 |
| 13. | Son of Suzy Creamcheese                        | 1:34 |
| 14. | Brown Shoes Don't Make It                      | 7:30 |
| 15. | America Drinks & Goes Home                     | 2:45 |

## Musici
The Mothers of Invention
- Frank Zappa – gitaar, conductor, zang
- Jimmy Carl Black – drum, zang
- Ray Collins – zangs, tambourijn, mondharmonica
- Roy Estrada – basgitaar, zang
- Billy Mundi – drums, percussie
- Don Preston – keyboards
- Jim Fielder (Uncredited) – gitaar, piano
- Bunk Gardner – houtblaasinstrumenten

Extra musici
- Suzy Creamcheese (Lisa Cohen) – zang op "Brown Shoes Don't Make It"
- John Balkin – bas op "Invocation & Ritual Dance of the Young Pumpkin" en "America Drinks"
- Jim Getzoff – viool op "Brown Shoes Don't Make It"
- Marshall Sosson – viool op "Brown Shoes Don't Make It"
- Alvin Dinkin – altviool op "Brown Shoes Don't Make It"
- Armand Kaproff – cello op "Brown Shoes Don't Make It"
- Don Ellis – trompet op "Brown Shoes Don't Make It"
- John Rotella – contrabasklarinet op "Brown Shoes Don't Make It"
- Herb Cohen – kassamachine geluiden op "America Drinks & Goes Home"
- Terry Gilliam, e.a. - stemmen op "America Drinks & Goes Home"

## Productie
Production
- Frank Zappa – producer, arrangeur, layout design, hoesontwerp, collage, liner notes
- Tom Wilson – producer
- Val Valentin – director of engineering
- Ami Hadani – engineer
- David Greene– remixing
- Doug Sax – mastering
- Ferenc Dobronyi – hoesontwerp
- Cal Schenkel – hoesontwerp
- Alice Ochs – hoesfoto, artwork
- Jerry Deiter – fotografie